# Вилхелм I (Хесен-Ротенбург)
Вилхелм I фон Хесен-Ротенбург Стари (на немски: Wilhelm I „der Ältere“ von Hessen-Rotenburg, * 15 май 1648 в Касел, † 20 ноември 1725 в Лангеншвалбах) е от 1683 до 1725 г. ландграф на Хесен-Ротенбург.
Той е син на ландграф Ернст I фон Хесен-Рейнфелс-Ротенбург (1623 – 1693) и първата му съпруга му графиня Мария Елеонора фон Золмс-Хоензолмс (1632 – 1689). Вилхелм е внук на ландграф Мориц фон Хесен-Касел, „Учения“ и на втората му съпруга Юлиана от Насау-Диленбург. Вилхелм получава допълнителното име Стария, за да се отличава от своя племенник Вилхелм фон Хесен-Ванфрид (1671 – 1731).
Вилхелм I резидира в Ротенбург на Фулда. Той умира през 1725 г. и е погребан в Лангеншвалбах в католическата църква Св. Елизабет.

## Фамилия
Вилхелм I се жени на 3 март 1669 г. в Рошфор за графиня Мария Анна фон Льовенщайн-Вертхайм (1652 – 1688), дъщеря на граф Фердинанд Карл фон Льовенщайн-Вертхайм-Рошфор (1616 - 1672) и графиня и ландграфиня Анна Мария фон Фюрстенберг-Хайлигенберг (1634 - 1705). Анна умира през 1688 г. и е погребана във францисканския манастир в Бопард. С нея той има осем деца:
1. Елеанора (* 26 ноември 1674)
2. Мария Елеонора (1675 – 1720), омъжена за Теодор Евстах (1659 – 1732), пфалцграф и херцог на Пфалц-Зулцбах
3. Елизабет Катарина Фелицитас (* 14 февруари 1677), омъжена 1. за Франц Александер, княз на Насау-Хадамар, омъжена 2. за Антон Фердинанд, граф фон Атемс
4. София (* 4 април 1678)
5. Мария Амелия Вилхелмина (* 6 август 1679)
6. Йоанета (* 12 септември 1680), религиоза
7. Ернестина (* 23 окжтомври 1681), омъжена за Роберто, Conde de La Cerda de Villalonga
8. Ернст Леополд (* 25 юни 1684, † 29 ноември 1749), ландграф на Хесен-Ротенбург